# Jakob II. (Mallorca)

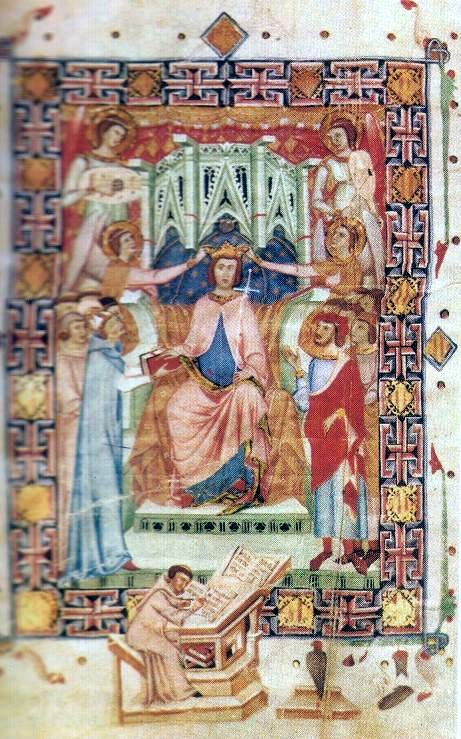
Jakob II.

Jakob II. von Mallorca (katalanisch: Jaume II de Mallorca; * 31. Mai 1243 in Montpellier; † 29. Mai 1311 auf Mallorca) stammte aus dem Haus Barcelona und war von 1276 bis zu seinem Tode König von Mallorca.

## Biografie
Jakob war ein jüngerer Sohn des Königs Jakob I. von Aragón und dessen Ehefrau Yolanda von Ungarn. Sein Vater hatte 1235 die Balearen von den Mauren erobert und führte seither den Titel König von Mallorca. Gemäß dem väterlichen Testament sollte Jakob die Inseln und zusätzlich die Grafschaften Cerdanya und Rosselló sowie die Herrschaft Montpellier als ein souveränes Königreich erhalten. Damit geriet Jakob allerdings in einen Interessenkonflikt mit seinen älteren Bruder, König Peter III. von Aragón, der die Aufteilung des väterlichen Besitzes nicht akzeptierte. Jakob konnte sich nicht lange gegen seinen Bruder behaupten und musste bereits 1279 in Perpinyà seine Unabhängigkeit aufgeben und Peter als seinen Oberlehnsherren anerkennen. Im Jahr 1283 verbündete er sich mit Frankreich gegen seinen Bruder, nachdem Peter infolge der sizilianischen Vesper von Papst Martin IV. exkommuniziert worden war. Der Kreuzzug gegen Aragon, den König Philipp III. von Frankreich durchführte, scheiterte jedoch 1285 und Jakob musste die Annexion Rossellós und der Balearen durch Peter hinnehmen, der im gleichen Jahr starb. Peters Söhne Alfons III. und Jakob II. von Aragón beabsichtigten, Mallorca wieder mit Aragón zu vereinen, doch sicherte der zwischen Aragón, Frankreich und Neapel ausgehandelte Friedensvertrag von Anagni (1295) den weiteren Fortbestand des Königreichs Mallorca unter den Bedingungen von 1279.
Jakob gab seine Politik gegen seinen Neffen Jakob II. von Aragón auf und kümmerte sich fortan um die Verwaltung seines Königreichs. Er galt als Förderer des Handels und der Wissenschaft, unter anderem des Philosophen Ramon Llull. Er war darüber hinaus intensiv als Bauherr tätig. In Perpignan ließ er den Palast der Könige von Mallorca errichten. In Palma trieb er den Bau der Kathedrale La Seu voran, in der er auch bestattet wurde. Im Jahr 1309 wurde außerdem das Castell de Bellver fertiggestellt.

## Ehe und Nachkommen
Jakob II. war seit dem 12. Oktober 1275 verheiratet mit Esclarmonde von Foix († nach dem 22. November 1299), einer Tochter des Grafen Roger IV. von Foix und der Brunissende von Cardonna. Ihre Kinder waren:
- Jakob (Jaume; * um 1274; † um 1330), gab 1299 seine Ansprüche auf und wurde Franziskaner
- Sancho (Sanç; * 1277 in Montpellier; † 4. September 1324 in Formiguères), König von Mallorca
- Ferdinand (Ferran; * 1278 in Perpignan; † enthauptet im Juli 1316 auf dem Peloponnes)
- Isabella (* um 1280; † 1301)
  - ⚭ 1300 mit Don Juan Manuel de Castilla († 1348), ein Enkel König Ferdinands III. von Kastilien
- Sancha (Sança; * um 1285; † 28. Juli 1345 in Neapel)
  - ⚭ 1304 mit Robert von Anjou († 1343), König von Neapel
- Philipp (Felip; * um 1288; † um 1340/43 in Neapel), Abt von St. Paul in Narbonne, Regent von Mallorca